# Meister des Provana-Grabmals
Als Meister des Provana-Grabmals (pol. Mistrz Nagrobka Provany) wird ein wohl italienischer Bildhauer der Spätrenaissance bezeichnet, der zwischen 1580 und 1600 in Krakau in Polen tätig war. Der namentlich nicht bekannte Künstler erhielt seinen Notnamen nach dem von ihm in der Krakauer Dominikanerkirche geschaffenen Grabmal des Prospero Provana. 
Provana war ein Bankier und Geschäftsmann in Krakau und stammte aus Italien, er hatte vom polnischen König Sigismund das Privileg zur Errichtung und Führung eines Postverkehrs zwischen Venedig und Krakau erhalten. Provana verstarb 1584 in Krakau.  Sein monumentales Grabmal in der Nikolaus-Kapelle der Dominikanerkirche ist 6 Meter hoch und 4 Meter breit, aus rotem Marmor und Alabaster geschaffen und ist auch eine Selbstdarstellung des wirtschaftlichen Erfolgs des nichtadeligen Prosperos über den Tod hinaus.
Dem Meister des Provana-Grabmals werden einige weitere monumentale Grabdenkmäler von Bürgern zugeschrieben, so das Grab des 1593 verstorbenen Marcin Leśnivolski in der Marienkirche in Krakau und auch das Grab des im gleichen Jahr verstorbenen Pitor Kostka in der  Dreifaltigkeitskirche von Chełmża.
Die Arbeiten des Meisters des Provana-Grabmals zeichnen sich durch hohe handwerkliche Kunstfertigkeit aus. Es können Einflüsse italienischer Skulptur, beispielsweise aus Venedig, erkannt werden sowie eventuell ein Einfluss der Schule von Fontainebleau aus der Gegend von Paris. Die Grabdenkmäler des Meisters aus der Spätrenaissance gelten als Meisterwerke der Renaissanceskulptur nördlich der Alpen und stehen am Übergang zum Barock.
Es wird vorgeschlagen, das Werk des Meisters des Provana-Grabmals Santi Gucci zuzuschreiben, einem aus Italien kommenden und in Krakau wirkenden Baumeister und Bildhauer. Er entwarf  beispielsweise die Krakauer Tuchhallen und hat in der  Sigismund-Kapelle der Krakauer Kathedrale das marmorne Grabmal König Sigismunds und die Grabplatte der Königin Anna Jagiellonica geschaffen. Santi Gucci stammte aus Florenz und wegen der stilistischen Unterschiede florentinischer und venezianischer Skulptur wird diese Zuschreibung unter Experten nicht immer anerkannt.